# 나쁜 기억 지우개
《나쁜 기억 지우개》는 2024년 8월 2일부터 2024년 9월 21일까지 방송했던 MBN 금토 드라마였다.

## 기획 의도
기억 지우개로 인생이 바뀐 남자와 그의 첫 사랑이 되어버린 여자의 아슬아슬 첫 사랑 조작 로맨스

## 제작진

### 제작사
- 스튜디오지담
- 김종학 프로덕션
- 초록뱀미디어

### 극본
- 정은영 : tvN 수목 드라마 《김비서가 왜 그럴까》(1 ~ 5회 집필) 집필

### 연출
- 윤지훈

## 등장 인물

### 주요 인물
- 김재중: 이군 (남, 28세) 역 - 전 빅픽쳐에이전시 매니저, 현 스포츠에이전시 군 CEO. 석두와 지선의 아들. 신의 형. (아역: 최승훈)
- 진세연: 경주연 (여, 28세) 역 - 뇌연구센터, 정신건강의학 닥터. (아역: 박서경)
- 이종원: 이신 (남, 27세) 역 - 세계 랭킹 1위 테니스 선수, 군의 남동생. 석두와 지선의 아들. (아역: 조이현)
- 양혜지: 전새얀 (여, 27세) 역 - 준재벌 2세, 통역사.

### 이군, 이신의 가족
- 이준혁: 이석두 (남, 50대 초반) 역 - 군과 신의 아버지, 지선의 남편.
- 윤유선: 은지선 (여, 50대 중반) 역 - 군과 신의 어머니, 석두의 아내. 물리치료사.

### 경주연네 가족
- 배해선: 조연실 (여, 50대 후반) 역 - 주연의 어머니, 전업주부(몰래 알바 중).
- 고동하: 정승현 (남, 7세) 역 - 주연의 조카, 유치원생.

### 병원 사람들
- 김광규: 한동철 교수 (남, 50대 후반) 역 - 뇌 연구센터 Ammesia Surgeon & 정신건강의학 교수
- 김재용: Dr. Teo. Yun (남, 30대 초반) 역 - 뇌 연구센터 Amnesia Surgeon 뇌신경외과 의사
- 장유빈: 여민정 (여, 20대 중반) 역 - 뇌 연구센터 연구원
- 장의수: 남진 (남, 20대 중반) 역 - 뇌 연구센터 연구원
- 신은정: 송미선 (여, 40대 중반) 역 - 정신건강의학 간호사, 뇌 연구센터 간호사 겸직.

### 에이전시 관련 인물
- 이달: 방국봉 (남, 28세) 역 - 이군의 절친, 초딩 테니스 코치 → 이신의 국내 테니스 코치.
- 한상진: 홍준만 대표 (남, 40대 후반) 역 - 빅피쳐 스포츠 에이전시 대표
- 이루비: 차시온 (여, 17세) 역 - 국민테니스요정, 스포츠스타 겸 여고생.

### 기타 인물
- 홍서준 : 병원장 역
- 정은표 : 원 회장 역
- 정두겸 : 장관 역
- 손영순 : 폐지 줍는 할머니 역
- 윤희원 : 투자자 역

### 특별출연
- 양동근 : 테니스 경기 해설자 역
- 신영일 : 테니스 경기 캐스터 역
- 큐리 :
- 임호 : 경상현 - 경주연의 아버지 역
- 박현숙 : 소정 - 전새얀의 어머니 역
- 안내상 : 안효명 - 새얀의 친부 역

## 시청률
| 2024년 | 2024년   | 2024년         |
| 회차   | 방송일   |                |
| 회차   | 방송일   | 대한민국(전국) |
| ------ | -------- | -------------- |
| 1회    | 8월 2일  | 1.047%         |
| 2회    | 8월 3일  | 1.053%         |
| 3회    | 8월 9일  | 1.669%         |
| 4회    | 8월 10일 | 1.543%         |
| 5회    | 8월 16일 | 0.526%         |
| 6회    | 8월 17일 | 0.732%         |
| 7회    | 8월 23일 | 0.418%         |
| 8회    | 8월 24일 | 0.409%         |
| 9회    | 8월 30일 | 0.272%         |
| 10회   | 8월 31일 | 0.307%         |
| 11회   | 9월 6일  | 0.408%         |
| 12회   | 9월 7일  | 0.293%         |
| 13회   | 9월 13일 | 0.364%         |
| 14회   | 9월 14일 | 0.478%         |
| 15회   | 9월 20일 | 0.384%         |
| 16회   | 9월 21일 | 0.463%         |